# オスタップ・スリヴィンスキー
オスタップ・スリヴィンスキー (ウクライナ語:Остап Сливинський; ロシア語: Остап Сливинский; 英語:Ostap Slyvynsky, 1978年10月14日 - ) は、ウクライナの詩人、エッセイスト、翻訳家、文芸評論家、研究者である。詩集をいくつか出版し、国内外の文学賞を受賞している。また海外の小説をいくつもウクライナ語に翻訳している。ウクライナ・カトリック大学准教授、ペン・ウクライナ副代表。

## 経歴
スリヴィンスキーはウクライナのリヴィウで生まれた。2007年にリヴィウ大学スラブ言語文学研究所で博士課程を修了した。彼の博士論文「沈黙の現象」は、1960年代から1990年代にかけてのブルガリア人作家の作品を分析したものである。
詩作と並行して、スリヴィンスキーはさまざまな出版物にも寄稿し、現代文学やベラルーシ文学のアンソロジーを編纂している。彼はまた文芸雑誌『レーダー』の編集者でもある。リヴィウ大学でポーランド語とポーランド文学も講じている。2006年と2007年には同大学で開催された国際文学祭の企画運営にも携わった。
スリヴィンスキーはリヴィウに住んでいる。ウクライナ・カトリック大学文芸学科准教授で、中東欧文学・比較文学を教えている。

## 作品
2009年までに、スリヴィンスキーは4冊の詩集を出版し、それらは全て11の言語に翻訳された。彼の詩のスタイルは不安定で、連想やイメージだけでなく言語や歴史や政治を反映している。彼の詩はアントニッチ文学賞（1997年）、ヒューバート・ブルダ賞（2009年）、コヴァリフ基金賞（2013年）を受賞している。 
スリヴィンスキーが翻訳した本の著者には、チェスワフ・ミウォシュ、ハンナ・クラル、アンジェイ・スタシュク、オルガ・トカルチュク、ミコライ・ロジンスキー、イグナシー・カルポヴィッツ、デレック・ウォルコット、ウィリアム・カーロス・ウィリアムズ、ジェームス・テイト、そしてゲオルギ・ゴスポディノフがいる。彼の翻訳はウクライナ政府に表彰され、2014年にはポーランド文化功労勲章を受章した。
作曲家ボダン・セヒンと共に、スリヴィンスキーは2015年にメディア・パフォーマンス「準備」を上演したが、これはウクライナ東部の犠牲者に捧げられている。
2020年4月から8月にかけて行われた、世界48か国の詩人によるパンデミック時代の連歌に参加した。
ロシアのウクライナ侵攻に伴う避難者の証言を聞きとり、2023年5月に文芸ドキュメント「戦争語彙集」を出版。同年12月日本文学研究者ロバート・キャンベルが現地を訪ねた記録とともに、日本語翻訳版を出版。

### 詩
- Sacrifice of Big Fish, (Lviv, 1998)
- Midday Line, (Khmelnyts'ky-Kyiv, 2004)
- Ball in the Darkness (Kyiv, 2008)
- Driven by Fire (2009)
- Adam, (Chernivisti, 2012)
- The Winter King, (Lviv, 2018)[1]

### 翻訳
- Running Fire by Bohdan Zadura, (Wrocław, 2009).
- Sand and Wine by Valéria Juríčková, (Brno, 2015).
- Orpheus by Stanislav Belsky, (Dnipro, 2017)

### アンソロジー
- The Frontier: 28 Contemporary Ukrainian Poets. An Anthology, translated by Anatoly Kudryavitsky. London: Glagoslav Publications, 2017. ISBN 978-1-911414-48-3
- 戦争語彙集 / オスタップ・スリヴィンスキー作；ロバート・キャンベル訳著, 岩波書店, 2023.12 ISBN 978-4-00-061616-4[10]